# Женски фес
Фес је врста капе, покривала за главу, која је израђивана од меког вуненог сукна - чоје, најчешће црвене боје. Поред мушког феса, који је био неизоставан део српске народне ношње током XIX и прве деценије XX века (односно I балканског рата, када је изобичајен), разликујемо и женски фес или фесић. 

## Изглед
У српској народној ношњи разликујемо неколико женских оглавља, као што су конђа са убрадачем, фес са шамијом, фес са тепелуком, џега, хауба, смиљевац, тарпош... 
Женски фес носио се у комбинацији са шамијом, као и у комбинацији са тепелуком, а често је био украшен и граном.
Женски фес или фесић је плитка капа од црвеног сукна, која се за косу причвршћиваала стублицама иглама са разнобојним црвеним главићима. Имућније жене фес су поднизивале металним новцем (цванцике, златници, дукати). У неким крајевима фесић се прекривао шамијом. 
Женски фес био је и неизоставн део женског одевања празничним данима, и део невестињске ношње.
Невесте у Јадру носиле су црвени фесић на глави, на шта су се причвршћивање витице од косе иглама са стакленим главићима. Између феса и витица, стављала се разнобојна уврнута шамија са прстеном на средини. За фесић се такође причвршћивао вео, дужине од 30 до 40 цм, који је падао низ леђа.

## Распрострањеност
Владимир Карић каже да се ,,фес са шамијом се носи у целој Дринској водопађи, почев од Видојевице, затим у делокруг водопађи Западне Мораве, до Котелника и у водопађи Ибра. Осим целог Подринског, Ужичког и Чачанског округа, фес хвата још јужну полу Рудничког и западну полу Крушевачког округа.“ Носио се и у Старом Влаху и новопазарском крају. 

## Изобичајење
Након I балканског рата и између два светска рата фес се губи из женске народне ношње, носиле су га само неке старије жене у неким свечаним приликама или су се у њему сахрањивале.